# A Christmas Sampler
A Christmas Sampler es un álbum promocional de Enya lanzado como un avance de su séptimo álbum de estudio And Winter Came... el disco contiene una corta recopilación de los temas presentes en And Winter Came...

## Lista de temas
| Nº | Tema                           | Duración |
| -- | ------------------------------ | -------- |
| 1. | "White Is In The Winter Night" | 3:00     |
| 2. | "Silent Night"                 | 3:49     |
| 3. | "Trains And Winter Rains"      | 3:44     |
| 4. | "Journey Of the Angels"        | 4:47     |
| 5. | "O Come, O Come, Emmanuel"     | 3:41     |